# Sekhemrê-Ouahkhâou Râhotep
Pour les articles homonymes, voir Rahotep.
Sekhemrê-Ouahkhâou Râhotep est un roi de la XVIe ou de la XVIIe dynastie.

## Attestations
Râhotep est attesté par deux stèles : la première à Coptos concerne la restauration du temple de Min et se trouve aujourd'hui au Musée Petrie (UC 14327), ; la seconde, en calcaire, aujourd'hui au British Museum (BM EA 833), le montre faisant une offrande à Osiris pour deux défunts, un officier et un prêtre. Râhotep est également mentionné sur un arc d'un fils d'un roi et dédié au service de Min dans toutes ses fêtes,. Il est également mentionné sur plusieurs documents plus tardifs : la liste de Karnak, à la position 48, ainsi que dans le conte de la fin du Nouvel Empire, Khonsouemheb et le fantôme, dans lequel le protagoniste rencontre un fantôme qui prétend avoir été dans sa vie Superviseur des trésors du roi Râhotep.

## Position chronologique
Alors que Kim Ryholt et Darrell Baker proposent que Râhotep ait été le premier roi de la XVIIe dynastie,, Jürgen von Beckerath le considère comme le deuxième roi de cette dynastie. Par ailleurs, Claude Vandersleyen a tenté de dater Râhotep de la fin de la XIIIe dynastie au motif qu'il pense que Râhotep est lié à Sekhemrê-Ouadjkhâou Sobekemsaf Ier, que Vandersleyen date également de cette dynastie en raison de la qualité et du nombre de statues qui lui sont attribuées. Baker estime que ces arguments sont minces et rejetés par la plupart des chercheurs. Julien Siesse et Daniel Poltz, quant à eux, le placent à la fin de la XVIe dynastie, ne faisant commencer la XVIIe dynastie qu'avec Sekhemrê-Shedtaouy Sobekemsaf II,.

## Règne
S'il était effectivement un souverain du début de la XVIIe dynastie, Râhotep aurait contrôlé la Haute-Égypte jusqu'à Abydos. Selon la reconstruction de la Deuxième Période intermédiaire de Ryholt, le règne de Râhotep aurait eu lieu peu après l'effondrement de la XVIe dynastie avec la conquête de Thèbes par les Hyksôs et leur retrait ultérieur de la région. Au lendemain du conflit, les Hyksôs auraient pillé et détruit les temples et les palais, Râhotep se vante donc des restaurations [qu'il a effectuées] dans les temples d'Abydos et de Coptos. À Abydos, il a fait refaire les murs d'enceinte du temple d'Osiris, tandis qu'à Coptos, il a restauré le temple de Min dont les portes et les portails étaient tombés en ruines. Cette chronologie des événements est débattue et certains spécialistes contestent que Thèbes ait jamais été conquise par les Hyksôs. Ils pensent plutôt que les rois de Haute-Égypte auraient pu être les vassaux des Hyksôs.